# Navot Kantor
Navot Kantor (* 29. Mai 1991) ist ein ehemaliger israelischer Eishockeyspieler, der seit den Großteil seiner Karriere beim HC Ma’alot in der israelischen Eishockeyliga unter Vertrag stand.

## Karriere
Navot Kantor begann seine Eishockeykarriere beim HC Ma’alot, bei dem er bereits als Jugendlicher und später in der israelischen Eishockeyliga aktiv war. In der Spielzeit 2007/08 spielte er für den HC Metulla, mit dem er nach einer 2:4-Niederlage im Playoff-Endspiel gegen die Haifa Hawks israelischer Vizemeister wurde. Anschließend kehrte zum nach Ma’alot zurück und gewann mit seinem Stammverein 2010 durch einen 2:0-Endspielsieg gegen den HC Bat Yam den israelischen Meistertitel. Zudem wurde er mit der Mannschaft aus dem Norden Israels 2009 (1:6 gegen Ice Time Herzlia), 2011 (1:5 gegen den HC Metulla) und 2013 (1:4 gegen die Devils Rischon LeZion) Vizemeister. 2013 beendete er im Alter von nur 22 Jahren seine Karriere.

### International
Im Juniorenbereich spielte Navot Kantor für Israel bei den U-18-Weltmeisterschaften 2005 und 2006 in der Division II sowie 2007 und 2008 in der Division III.
Mit der Herren-Nationalmannschaft nahm er an der Division II der Weltmeisterschaften 2009 und 2013 teil.

## Erfolge und Auszeichnungen
- 2006 Aufstieg in die Division II bei der U-18-Weltmeisterschaft der Division III
- 2010 Israelischer Meister mit HC Ma’alot
- 2013 Aufstieg in die Division II, Gruppe A, bei der Weltmeisterschaft der Division II, Gruppe B